# وادي وثيلان

## الموقع
يقع حوض وادي وثيلان ضمن حدود محمية الإمام عبدالعزيز بن محمد الملكية، ما عدا أجزاءه العليا. ويصرف الوادي مياه الأمطار في أرض مستطيلة نسبيا تمتد من الجنوب الغربي إلى الشمال الشرقي، وتقع إلى الجنوب من وادي خويش العطشان وإلى الشمال من شعيب مربخ رملان ووادي المسعودي. وتبدأ منابع وادي وثيلان عند خط طول 47.084034 درجة شرقا ودائرة عرض 25.069047 درجة شمالاً.

## وادي وثيلان
وادي وثيلان ويطلق عليه أيضا اسم وادي أثيلان، هو أحد أودية العرمة الواقعة في محافظة رماح بوسط المملكة العربية السعودية، ومن روافد وادي وثيلان المشهورة قري سويد، ويقع حوض وادي وثيلان ضمن حدود محمية الإمام عبدالعزيز بن محمد الملكية، ما عدا أجزاءه العليا. ويصرف الوادي مياه الأمطار في أرض مستطيلة نسبيا تمتد من الجنوب الغربي إلى الشمال الشرقي، وتقع إلى الجنوب من وادي خويش العطشان وإلى الشمال من شعيب مربخ رملان ووادي المسعودي. وتبدأ منابع وادي وثيلان عند خط طول 47.084034 درجة شرقا ودائرة عرض 25.069047 درجة شمالا. وبشكل عام ينحدر المجرى الرئيسي لوادي وثيلان من الجنوب الغربي نحو الشمال الشرقي، ولكن بعد وصوله لرمال الدهناء ينعطف ويتجه نحو الجنوب ليصب في فيضة وثيلان عند خط طول 47.409011 درجة شرقا ودائرة عرض 25.288679 درجة شمالا. ويبلغ طول مجراه الرئيسي من منبعه إلى أن يصب في فيضة وثيلان حوالي 52كم، منها 30كم داخل محمية الإمام عبدالعزيز بن محمد الملكية، و22كم خارجها. ويلاحظ من صور قوقل ماب أن مجراه الرئيسي يتشعب لمسافة ليست طويلة ثم تلتقي شعبه لتشكل مجرى واحد، وذلك في عدة أماكن من أجزائه السفلى والوسطى. ويظهر من الصور أيضا أن حوض وادي وثيلان يتكون في الغالب من أرض تكثر فيها التلال، وأن روافده لها فروع قصيرة نسبيا، ويعطي التقاء مجاري المياه فيه نمطا شجريا واضحا، كما يتضح من الصور أن في مجاري المياه الرئيسية تعرجات ليست شديدة الانحناء. ويظهر من الصور أيضا أن حوض وادي وثيلان يحتوي على عدد من الغدران التي تحتفظ بكميات من مياه السيول لعدة أشهر، ومن أشهرها غدران الجلهميات، والتي تعد من مناهل المياه الموسمية في العرمة، كما أن الصور تظهر وجود أشجار متفرقة على جوانب مجاري المياه في حوض وادي وثيلان.